# ال. بوآیه
ال. بوآیه (فرانسوی: L. Boyer‎) دوچرخه‌سوار اهل فرانسه بود. وی در بازی‌های المپیک تابستانی ۱۹۰۰ شرکت کرده است.